# どんどん亭
どんどん亭（どんどんてい）は、福岡県福岡市博多区に本社を置くMiコーポレーション株式会社が運営するお好み焼きチェーン店。福岡県を中心に九州地方、山口県などに展開。

## 概要
どんどん亭は、大牟田市のスーパーの一角で始めた「軽食の店 ドンドン」が前身と言われている。
2023年10月時点で福岡・佐賀・熊本・大分・長崎・山口に45店舗を展開している。郊外のロードサイドでの出店が多いのが特徴。
すべての客席に鉄板が完備しており、お好み焼きは自分で焼く形式で提供される。

## 沿革
- 1970年（昭和45年） - 福岡県みやま市で漬物製造販売を開始。
- 1971年（昭和46年） - 大牟田市で前身である「軽食の店 ドンドン」が開業。